# Etelä-Vantaan Shakki
Etelä-Vantaan Shakki, w skrócie EtVaS – fiński klub szachowy z siedzibą w Vantaa, pięciokrotny mistrz kraju.

## Historia
Klub został założony w 1974 roku. W 1987 roku EtVaS wygrał mecz barażowy o SM-liigę z Järvenpään Shakkikerho 4,5:3,5. W 1991 roku klub zajął trzecie miejsce w lidze, a w latach 1992–1993 zdobywał wicemistrzostwo. W sezonie 1995/1996 EtVas zdobył mistrzostwo kraju, skutecznie obronione rok później. Ponadto w 1996 roku klub zadebiutował w Pucharze Europy. W sezonie 1998/1999 klub zdobył trzeci tytuł mistrzowski. Kolejne tytuły EtVaS zdobył w latach 2009–2010.